# Comuna Marînivka, Domanivka
Marînivka (în ucraineană Маринівка) este o comună în raionul Domanivka, regiunea Mîkolaiiv, Ucraina, formată din satele Antonivka, Dovjanka, Dovjenkî, Marînivka (reședința) și Volea.

## Demografie
Componența lingvistică a comunei Marînivka
     Ucraineană (93,35%)
     Rusă (3,24%)
     Română (2,75%)
     Alte limbi (0,09%)
Conform recensământului din 2001, majoritatea populației comunei Marînivka era vorbitoare de ucraineană (93,35%), existând în minoritate și vorbitori de rusă (3,24%) și română (2,75%).